# Ліскувата
Ліскувата — ботанічний заказник місцевого значення. Об'єкт розташований на території Яремчанської міської ради Івано-Франківської області, Дорівське лісництво, квартал 10, виділи 3, 4, 6—8, 10.
Площа — 23,0000 га, статус отриманий у 1983 році.